# Société mathématique du Canada
Pour les articles homonymes, voir SMC et CMS.
La société mathématique du Canada ou SMC (en anglais : Canadian Mathematical Society ou CMS) est une association de mathématicien(ne)s professionnel(le)s qui se consacre à l'avancement de la recherche, de la vulgarisation, et de l'éducation en mathématiques au Canada. La Société sert les communautés nationale et internationale en publiant des revues académiques de haute qualité et des bulletins communautaires, ainsi qu'en organisant une variété de concours mathématiques et de programmes d'enrichissement. Cela comprend le Défi ouvert canadien de mathématiques (DOCM), l'Olympiade mathématique du Canada (OMC), ainsi que la sélection et la formation de l'équipe canadienne pour l'Olympiade internationale de mathématiques (OIM) et l'Olympiade européenne de mathématiques pour les filles (OEMF).
La SMC a été créée en juin 1945 sous le nom de Congrès mathématique du Canada. Un changement de nom a été débattu pendant de nombreuses années ; finalement, un nouveau nom a été adopté en 1979, lors de la constitution de la Société en tant qu'organisation caritative à but non lucratif.
La Société est affiliée à diverses sociétés mathématiques nationales et internationales, dont la Société canadienne de mathématiques appliquées et industrielles et la Society for Industrial and Applied Mathematics. La SMC est également membre de l'Union mathématique internationale et du Conseil international des mathématiques industrielles et appliquées.

## Histoire
La Société mathématique du Canada a été créée en juin 1945 sous le nom de Congrès mathématique du Canada. Afin d'éviter toute confusion avec les congrès mathématiques quadriennaux, un changement de nom a été envisagé pendant de nombreuses années. Finalement, lors de sa constitution en tant qu'organisation caritative à but non lucratif en 1978, un nouveau nom a été adopté : la Société mathématique du Canada. Depuis lors, la Société a étendu ses activités aux étudiants de la maternelle à la 12e année et de l'enseignement postsecondaire, ainsi qu'aux professeurs et aux chercheurs chevronnés.
Graham P. Wright a été directeur exécutif de la SMC de 1979 à 2009. Il a apporté une contribution essentielle à pratiquement tous les aspects des activités de la SMC, notamment en tant que rédacteur en chef de nombreuses publications scientifiques de la SMC, en tant qu'organisateur de camps et de concours de mathématiques (notamment dans le cadre de l'Olympiade internationale de mathématiques de 1995 qui s'est tenue à Toronto) et en soutenant sans relâche les comités et les réunions scientifiques de la SMC. En outre, il a contribué à la mise en place du bureau exécutif de la Société à Ottawa et au développement de ses services électroniques sur le Web.
La Société mathématique du Canada devait célébrer son 75e anniversaire lors de sa réunion d'été 2020 à Ottawa (Ontario). Cependant, en raison de la pandémie de COVID-19, l'événement a été reporté à la réunion d'été de 2021. La Société célébrera son 80e anniversaire lors de sa  réunion d'été 2025 à Québec (Québec).

## Activités

### Publications
Les publications phares de la SMC sont les revues de recherche de premier plan, évaluées par des pairs, intitulées Journal canadien de mathématiques, qui est destinée aux articles de recherche complets, et Bulletin canadien de mathématiques, qui publie des articles plus courts. Tous les numéros antérieurs, à l'exception des cinq derniers volumes, peuvent être téléchargés gratuitement. L'accès aux recherches les plus récentes nécessite un abonnement.
En coopération avec Springer Publications, la SMC publie de nombreux manuels destinés aux chercheurs universitaires et académiques. La série s'appelle Livres de mathématiques SMC/SCMAI.
La SMC publie dix numéros par an de Crux Mathematicorum, qui contient des défis et des techniques de résolution de problèmes adaptés à la formation aux concours de résolution de problèmes dans les écoles secondaires, tels que l'Olympiade mathématique du Canada ou l'Olympiade mathématique internationale. Tous les numéros peuvent être téléchargés et utilisés gratuitement. Dans le passé, la SMC a également publié Aime-T-On les Mathématiques (ATOM), une série de petits livrets sur divers sujets convenant à l'enrichissement des écoles secondaires. Cette série peut toujours être téléchargée et utilisée sur le site Web de la Société.
Les Notes de la SMC est le bulletin d'information officiel de la Société, publié six fois par an et disponible en ligne pour les membres ou le public. Il contient des nouvelles pertinentes pour la communauté mathématique canadienne, y compris des avis sur les conférences, des chroniques sur la recherche et l'éducation, des critiques de livres, des annonces de prix et des offres d'emploi pour les mathématiciens.
En avril 2024, la SMC a lancé Les Maths Comptent, un bulletin d'information hebdomadaire envoyé aux membres et aux abonnés de la liste de diffusion de la Société. Ce bulletin a été créé pour rationaliser la communication en regroupant la plupart des mises à jour dans une édition hebdomadaire complète. Les Maths Comptent, distribué le vendredi, sert de plateforme pour tenir la communauté mathématique au courant des annonces, des appels, des soumissions, des événements, des offres d'emploi, etc.
En 2025, la SMC prépare le lancement de sa nouvelle revue, Communications mathématiques canadiennes (CMC), une revue à accès libre pour les articles à fort impact dans tous les domaines des mathématiques pures et appliquées. Les théories profondes et les développements fondamentaux nécessitent souvent plus d'espace pour être développés dans leur intégralité, et bien qu'il puisse s'agir des travaux les plus importants dans un domaine, les auteurs disposent d'un nombre limité de lieux de publication. CMC acceptera des articles de haute qualité de l'ordre de plus de 41 pages.

### Comités
La Société mathématique du Canada fonctionne par l'intermédiaire de plusieurs comités spécialisés qui soutiennent sa mission et orientent ses activités dans des domaines clés. Ces comités supervisent un large éventail de fonctions, notamment la recherche, l'éducation, les publications, l'équité et la diversité, la vulgarisation et les concours. Parmi les exemples notables, on compte le comité de recherche, le comité d'éducation et le comité sur les femmes en mathématiques. Chaque comité est composé de mathématicien(ne)s de tout le Canada qui mettent leur expertise au service de l'élaboration des politiques, de la planification des événements, de l'évaluation des programmes et de la promotion de l'excellence en mathématiques. Les comités jouent un rôle essentiel en veillant à ce que la SMC reste à l'écoute des besoins de la communauté mathématique et s'aligne sur ses objectifs stratégiques.

#### Comité étudiant
Le Comité des étudiants de la Société mathématique du Canada (Studc) a été créé en 1999. Le Studc vise à rassembler les élèves canadiens francophones et anglophones de premier et deuxième cycles en mathématiques par le biais d'événements de recherche et de réseautage et d'occasions de publication. Le Studc gère et publie Notes from the Margin, une publication de style magazine qui se consacre à la publication d'un contenu accessible basé sur la recherche, en plus d'articles d'opinion, d'articles d'actualité, de problèmes ouverts qui intéressent la communauté mathématique et d'énigmes.

### Conférences

#### Réunions de la SMC
La SMC organise chaque année deux réunions bilingues : la réunion d'hiver de la SMC se tient normalement le premier week-end de décembre et la réunion d'été de la SMC le premier week-end de juin. Chaque réunion se déroule sur trois jours, avec deux jours d'activités préalables. Ces activités comprennent la réunion du comité exécutif, la réunion du conseil d'administration, le dîner de développement de groupe et les mini-cours.
Les réunions de la SMC comptent parmi les plus grands événements mathématiques au Canada, réunissant plus de 800 chercheurs, éducateurs, post-doctorants et étudiants parmi les plus respectés en mathématiques et dans les domaines connexes, venus du monde entier. Elles comprennent de nombreuses sessions scientifiques et des conférences plénières, publiques et de prix.

#### Congrès canadien des étudiants en mathématiques
Par l'intermédiaire de son Comité des étudiants, la SMC est le principal commanditaire du Congrès canadien des étudiants en mathématiques (CCÉM), un congrès annuel de recherche et de réseautage qui se tient chaque été et s'adresse aux étudiants canadiens de premier cycle qui s'intéressent à tous les domaines des mathématiques pures ou appliquées. Ce congrès est entièrement géré par les étudiants et piloté par le Studc. Les délégués peuvent choisir de présenter une affiche ou un article, ainsi qu'un bref exposé sur un sujet de leur choix. Le lieu de la conférence alterne entre le centre du Canada (défini comme l'Ontario et le Québec) et l'Ouest ou l'Est du Canada tous les deux ans, les candidatures étant soumises par les candidats un an à l'avance.

#### Connecter les femmes en mathématiques partout au Canada (CWiMAC)
Le comité des femmes en mathématiques de la SMC organise également Connecting Women in Mathematics Across Canada (CWiMAC), un atelier et une conférence destinés aux mathématiciennes canadiennes émergentes. Cet événement s'adresse en particulier aux étudiantes en doctorat et aux nouvelles chercheuses postdoctorales à la recherche d'une orientation dans leur domaine d'activité. La conférence s'efforce de renforcer la communauté entre les jeunes mathématiciennes et leurs homologues plus expérimentées par le biais du mentorat, des relations et du réseautage.

### Concours
La SMC organise et soutient un large éventail de concours de mathématiques qui nourrissent le talent, inspirent les jeunes mathématicien(ne)s et promeuvent l'excellence dans la résolution de problèmes à travers le pays. Ces concours vont des défis accessibles pour les jeunes élèves aux concours d'élite qui identifient les candidats pour une représentation internationale.

#### Concours mathématique du Lynx du Canada (CMLC)
Le concours le plus récent de la Société, le Concours mathématique du Lynx du Canada (CMLC), est un concours national de mathématiques ouvert à tous qui vise à aider les élèves à développer leurs compétences en mathématiques.  Ce concours a été créé pour susciter l'intérêt des élèves pour les mathématiques, quel que soit leur niveau de compétence, pour accroître la confiance des élèves en leurs capacités mathématiques et pour présenter les mathématiques comme une matière amusante et ludique aux élèves.

#### Défi ouvert canadien de mathématiques (DOCM)
Le Défi ouvert canadien de mathématiques (DOCM) est le plus grand concours national de la SMC et le concours de mathématiques le plus prestigieux du Canada. Il sert de passerelle aux élèves qui aspirent à concourir aux plus hauts niveaux. Ouvert à tous les élèves du secondaire, le DOCM propose des problèmes créatifs et stimulants qui mettent l'accent sur une réflexion mathématique approfondie allant au-delà du programme d'études standard.

#### Concours mathématique du mésangeai du Canada (CMMC)
Le Concours mathématique du mésangeai du Canada (CMMC) (initialement nommé Concours mathématique canadian du geai gris) est un concours de mathématiques de niveau débutant organisé par la Société mathématique du Canada, conçu pour initier les élèves de la 5e à la 8e année au monde de la résolution de problèmes et de la pensée mathématique. Lancé en 2020, le CMMC met l'accent sur la créativité, la logique et le raisonnement, ce qui le rend accessible et attrayant pour les jeunes apprenants.

#### Olympiade mathématique (junior) du Canada (OM[J]C)
Les élèves les plus performants du DOCM sont invités à participer à des concours plus avancés sur invitation, notamment l'Olympiade mathématique du Canada (OMC) et l'Olympiade mathématique junior du Canada (OMJC). Ces concours sont basés sur le raisonnement et récompensent la rigueur du raisonnement et l'élégance de la résolution de problèmes. Les élèves qui manquent de peu de se qualifier directement pour l'OMC peuvent être invités au Repêchage de l'OMC, un concours de la deuxième chance qui peut déboucher sur une participation à l'OMC.

#### Olympiade internationale de mathématiques (OIM)
La SMC est la seule organisation responsable de la sélection et de l'entraînement de l'Équipe de maths du Canada pour l'Olympiade internationale de mathématiques (OIM), le principal concours mondial pour les élèves du secondaire. Le Canada participe à l'OIM depuis 1981 et a toujours été reconnu pour le talent des membres de son équipe.

#### Olympiade européenne de mathématiques pour filles (OEMF)
La SMC est également responsable de la sélection et de la formation de l'Équipe de maths des filles du Canada pour l'Olympiade européenne de mathématiques pour les filles (OEMF). L'OEMF est une compétition internationale qui vise à encourager les jeunes femmes en mathématiques en offrant un environnement de haut niveau, inclusif et favorable. La SMC envoie l'Équipe de mathématiques des filles du Canada à l'OEMF depuis 2018, contribuant ainsi à favoriser l'équité et la représentation des genres en mathématiques.

#### Olympiade mathématique du Pacifique asiatique (OMPA)
La SMC soutient la participation des élèves à d'autres concours sur invitation, tels que l'Olympiade mathématique du Pacifique asiatique (OMPA). Bien qu'elle ne soit pas directement financée ou administrée par la SMC, l'OMPA offre aux élèves les plus performants des possibilités supplémentaires de participer à des compétitions de niveau international.

### Sensibilisation

#### Camps de mathématiques
La Société mathématique du Canada soutient un réseau national de camps d'enrichissement en mathématiques qui offrent aux élèves la possibilité d'approfondir leur compréhension des mathématiques, de nouer des liens avec des camarades partageant les mêmes intérêts et d'explorer des sujets dépassant le cadre du programme scolaire standard. Ces camps sont organisés et tenus par des universités et d'autres établissements d'enseignement dans tout le Canada et bénéficient d'un financement et d'un soutien à la coordination de la part de la SMC. Certains camps de mathématiques de la SMC sont organisés sur invitation et s'adressent à des élèves à haut potentiel de tous les milieux, tandis que d'autres sont ouverts à tous les élèves intéressés par les mathématiques.
Chaque année, la SMC contribue à l'organisation et au financement d'environ 25 camps de mathématiques régionaux et nationaux, qui s'adressent généralement aux élèves de la maternelle à la 12e année ayant un intérêt et des aptitudes pour les mathématiques. Ces camps réguliers proposent une variété d'activités attrayantes, notamment des ateliers de résolution de problèmes, des conférences, des jeux mathématiques et des défis en équipe.
En plus des camps de mathématiques réguliers, la SMC soutient également des camps spécialisés qui se concentrent sur la promotion de la diversité et de l'inclusion au sein de la communauté mathématique. Ces camps sont spécifiquement conçus pour les jeunes sous-desservis, tels que les filles et les minorités de genre, les élèves autochtones et d'autres groupes historiquement sous-représentés dans les mathématiques. L'objectif de ces programmes est d'offrir un environnement favorable qui encourage une plus grande participation et une plus grande confiance dans l'exploration des mathématiques.
En 2023, la SMC a lancé son propre camp d'été de mathématiques de la SMC qui se tient à Ottawa, Ontario. Cette nouvelle initiative crée un environnement permettant aux enfants de développer une passion pour les mathématiques en relevant des défis mathématiques passionnants avec des modèles positifs tout en nouant de nouvelles amitiés. Le programme de ce camp a été créé exclusivement par la Société mathématique du Canada. Le camp est ouvert à tous ceux qui souhaitent y participer (et non sur invitation). Le camp d'été de mathématiques de la SMC reflète l'engagement croissant de la Société à l'égard de l'éducation pratique et du développement des talents.

#### Bourses du fonds de dotation
Chaque année, la Société mathématique du Canada finance des projets qui contribuent à l'intérêt général de la communauté mathématique canadienne par le biais des bourses du fonds de dotation de la SMC. Depuis la création du programme en 1999, la SMC a accordé plus de 200 000 $ en subventions à une grande variété d'initiatives mathématiques. Les projets financés par les subventions de dotation doivent être conformes aux intérêts de la SMC - promouvoir l'avancement, la découverte, l'apprentissage et l'application des mathématiques.

#### Subventions pour les concours de mathématiques
Afin de soutenir davantage la sensibilisation aux mathématiques, la Société mathématique du Canada offre également des bourses de concours de mathématiques pour des activités au niveau de l'école primaire et secondaire.

## Prix
La SMC décerne une série de prix récompensant l'excellence dans la recherche mathématique, l'éducation, la sensibilisation et les services au sein de la communauté mathématique canadienne :
- Le prix Jeffery-Williams, décerné chaque année, récompense les mathématicien(ne)s qui ont apporté une contribution exceptionnelle à la recherche mathématique.
- Le prix Adrien Pouliot, décerné chaque année, récompense les contributions à l'enseignement des mathématiques au Canada.
- Le prix David Borwein pour une carrière exceptionnelle, décerné tous les quatre ans, récompense les personnes qui ont apporté une contribution exceptionnelle, étendue et continue aux mathématiques canadiennes.
- Le prix Graham Wright pour service méritoire, décerné chaque année, récompense les personnes qui ont apporté une contribution soutenue et importante à la communauté mathématique canadienne et, en particulier, à la Société mathématique du Canada.
- Le prix d'Excellence en enseignement, décerné chaque année, reconnaît les contributions soutenues et remarquables à l'enseignement des mathématiques au niveau postsecondaire de premier cycle.
- Le prix G. de B. Robinson, décerné chaque année, récompense la publication d'excellents articles dans le Journal canadien de mathématiques et/ou le Bulletin canadien de mathématiques.
- Le prix de doctorat Blair Spearman de la SMC, décerné chaque année, récompense les performances exceptionnelles d'un(e) étudiant(e) en doctorat.
- Le prix Krieger-Nelson, décerné chaque année, récompense une femme exceptionnelle dans le domaine des mathématiques.
- Le prix Coxeter-James, décerné chaque année, récompense de jeunes mathématiciens ayant apporté une contribution exceptionnelle à la recherche mathématique.
- Le prix Cathleen Synge Morawetz, décerné chaque année, récompense une publication (ou une série de publications étroitement liées) de recherche exceptionnelle.

## Leadership

### Président(e)s
| - Samuel Beatty (1945–1949) - Adrien Pouliot (1949–1953) - Gilbert de Beauregard Robinson (1953–1957) - Ralph Lent Jeffery (1957–1961) - Ralph James (1961–1963) - Max Wyman (1963–1965) - H. S. M. Coxeter (1965–1967) - Maurice L'Abbé (1967–1969) - Nathan Mendelsohn (1969–1971) - George F. D. Duff (1971–1973) - Albert John Coleman (1973–1975) - William O. J. Moser (1975–1977) - Rémi Vaillancourt (1977–1979) - Peter Lancaster (1979–1981) - Paul G. Rooney (1981–1983) - Renzo Piccinini (1983–1985) - David Borwein (1985–1987) - Carl Herz (1987–1989) - Frederick V. Atkinson (1989–1991) | - Sherman D. Riemenschneider (1991–1992) - Michel Delfour (1992–1994) - Peter Fillmore (1994–1996) - Katherine Heinrich (1996–1998) - Richard Kane (1998–2000) - Jonathan Borwein (2000–2002) - Christiane Rousseau (2002–2004) - H. E. A. Campbell (2004–2006) - Tom Salisbury (2006–2008) - Anthony Lau (2008–2010) - Jacques Hurtubise (2010–2012) - Keith Taylor (2012–2014) - Lia Bronsard (2014–2016) - Michael Bennett (2016–2018) - Mark Lewis (2018–2020) - Javad Mashreghi (2020–2022) - David Pike (2022-2024) - Barbara Csima (2024-présent) |

### *Directeur(trice)s général(e)s
- Georges Perras (1945-1949)
- Father R. E. O’Connor (1945-1971)
- Abel Gauthier (1949-1961)
- L. F. S. Ritcey (1958-1966)
- J. M. A. Maranda (1961-1969)
- John J. McNamee (1966-1969, 1973-1979)
- Jean L. Lavoie (1970-1972)
- Graham Wright (1979-2009)
- Johan Rudnick (2010-2015)
- Termeh Kousha (2018-présent)

*Le titre et la structure de cette fonction ont évolué au fil du temps. Dans les premières années de la Société, les postes qui englobaient des responsabilités similaires à celles de l'actuel(le) directeur(trice) exécutif(ve) étaient appelés « secrétaire » ou « secrétaire-trésorier(ère) ».